# Porpentine
Porpentine Charity Heartscape (1987-) est une personne trans non binaire qui conçoit et écrit des jeux vidéo indépendants et des œuvres d'art nouveaux médias, basée à Oakland en Californie. 

## Biographie

### Enfance et formation
Elle naît en 1987.

### Carrière
Son jeu Twine de 2012 Howling Dogs incorpore des thèmes d'évasion, de violence, et d'expériences religieuses, même si elle déclare que le jeu reste ouvert à l'interprétation. Porpentine crée Howling Dogs peu de temps après avoir démarré un traitement hormonal substitutif en 2012, en seulement une semaine, en habitant dans une grange rénovée chez une connaissance.
Le jeu remporte les prix XYZZY de la "Meilleure histoire" et "Meilleure écriture".
Le journal Boston Phoenix place le jeu dans leur « Top 5 des jeux indépendants de 2012 ».
Pendant la Game Developers Conference en 2013, le concepteur de jeu vidéo Richard Hofmeier se sert du kiosque qu'on lui avait donné afin d'exposer son propre jeu Cart Life pour à la place exposer le jeu de Porpentine Howling Dogs. Hofmeier tague les mots Howling Dogs à travers la bannière à sa table et expose le jeu de Porpentine au lieu du sien. Hormeier déclare qu'il souhaitait donner plus de visibilité au jeu de Porpentine,.
En 2015, Porpentine publie Eczema Angel Orifice, une compilation de 20 œuvres hypertextuelles écrites entre 2012 et 2015. La compilation inclut des jeux acclamés par la critique tels que With Those We Love Alive, une fable LGBTQ sur les thèmes de l'isolation, les relations abusives, et le rapport entre art et pouvoir, et Ultra Business Tycoon III, un monde textuel tentaculaire déguisé sous les traits d'un logiciel éducatif.
En 2016, Rhizome commandite des travaux de Porpentine ainsi que Neotenomie et Sloane à travers leur série First Look: New Art Online, ce qui donne lieu à Psycho Nymph Exile. Cette œuvre inclut une œuvre hypertextuelle en ligne, un livret, et des autocollants. Le projet décrit l'expérience du stress post-traumatique non pas comme une force abstraite et invisible mais comme une substance physique viscérale.
Ses œuvres les plus célèbres sont ses jeux hypertextes et fictions interactives en majorité écrites avec Twine. Porpentine reçoit une bourse Creative Capital, une commandite de Rhizome.org, un Prix Net Art, et une bourse New Frontier Story Lab du Sundance Institute,,,. Son œuvre est inclue dans la Whitney Biennial en 2017. Porpentine a également été responsable freeindiegam.es, une collection de jeux indépendants et gratuits, et a aussi régulièrement écrit des articles pour le magazine en ligne pour jeux PC Rock, Paper, Shotgun.
En 2022, Porpentine publie son premier livre, Serious Weakness, un roman de 625 pages traitant des thèmes du traumatisme, de la neurodivergence, et de la manipulation. Le titre est une traduction d'une maladie auto-immune, la myasthénie (myasthenia gravis), qui cause une faiblesse et fatigue dans les os et le système nerveux.

## Œuvres
- Howling Dogs (2012)[2],[3],[4],[5]
- Their Angelical Understanding (2013)[18]
- Ultra Business Tycoon III (2013)[8]
- With Those We Love Alive (2014)[19]
- Everything You Swallow Will One Day Come Up Like A Stone (2014)[20]
- Neon Haze (2015)[21]
- Aria End (2015)[22]
- Psycho Nymph Exile (2016)[réf. nécessaire]
- No World Dreamers: Sticky Zeitgeist (2017)[23]
- "The Decision So Many People Were Forced To Make Throughout History", Whose Future is It? (2018)[24] (nouvelle)
- Serious Weakness (2022)

## Récompenses

### 2012
- Prix XYZZY de la meilleure écriture pour Howling Dogs[18]
- Golden Banana of Discord pour Howling Dogs à l'Interactive Fiction Competition de 2012, un prix décerné pour la plus grande déviation standard dans les votes, "à la fois le plus aimé et le plus détesté".

### 2013
- Prix XYZZY de la meilleure écriture pour their angelical understanding[18]
- Prix spécial Indiecade pour Porpentine's Twine Compilation[25]
- Porpentine's Twine Compilation listé par le Museum of the Moving Image de New York comme l'un des "25 jeux à jouer absolument".

### 2014
- Prix XYZZY de la meilleure écriture et du meilleur personnage non-joueur pour With Those We Love Alive[26]
- Prix du festival Wordplay récompensant le monde le plus unique : With Those We Love Alive[27]

### 2016
- Creative Capital Emerging Fields pour Aria End (en collaboration avec Peter Burr)[22]
- Bourse de création du Prix Otherwise[28]

### 2017
- Prix Net Art, en collaboration avec Rhizome et le Chronus Art Center[29]
- With Those We Love Alive et howling dogs inclus dans la Whitney Biennial[30]

### 2018
- Bourse du New Frontier Lab Programs du Sundance Institute[31]